# Легій
Легій — персонаж Книги Мормона, юдейський пророк, що жив в Єрусалимі на рубежі VII—VI ст. до н. е. Близько 600 до н. е., як про те згадується в Книзі Нефія, він одержав одкровення від Бога, що Єрусалим буде зруйнований, якщо його жителі не покаються у своїх гріхах. Його проповідь була зустрінута вороже, і йому довелося бігти з родиною з Єрусалиму, кинувши своє майно. На чолі невеликого загону, що об'єднав і інших біженців з Єрусалима, Легій зробив подорож до берегів Індійського океану, звідки відплив на Американський континент. Його сини Ламан і Нефій стали родоначальниками ламанійців і нефійців, предків американських індіанців. В інших джерелах Легій не згадується, що дозволяє вченим піддавати серйозним сумнівам правдивість його історії.